# إيرني والي
إيرني والي (بالإنجليزية: Ernie Walley)‏ هو مدرب كرة قدم ولاعب كرة قدم بريطاني في مركز نصف الجناح، ولد في 7 أبريل 1933 في كارنارفون في المملكة المتحدة. لعب مع إبسفليت يونايتد وتوتنهام هوتسبير وستيفيناغ بوروه وكريستال بالاس ونادي ميدلزبره.